# アカウニ
アカウニ (赤海胆、学名：Pseudocentrotus depressus) は、オオバフンウニ科に属するウニの一種であり、名前の通り針が赤みがかっている。西日本で広く食用として用いられる。殻の扁平さからヒラタウニとも呼ばれていた。
なお、食用の分野で赤ウニと呼ばれているものは基本的にバフンウニまたはエゾバフンウニのことを指している（これらは食用とする生殖腺が赤みがかっている）ことが多いため注意を要する。

## 分布
日本近海固有種で、九州南端（及び大隅諸島）から本州北端（及び北海道松前）に分布する。日本海側は津軽海峡、太平洋側は銚子が北限である。済州島にも分布する。